# 로빈 파칼렌
로빈 파칼렌(핀란드어: Robin Packalen, 1998년 8월 24일 ~ )은 간단히 로빈(Robin)으로도 잘 알려진 핀란드의 가수이다.

## 음악 목록
- 2012: Koodi
- 2012: Chillaa
- 2013: Boom Kah
- 2014: Boombox
- 2014: 16
- 2015: Yhdessä